# Xaver Kurmann
Xaver Kurmann, né le 29 août 1948 à Emmen, est un coureur cycliste suisse dont la carrière s'épanouit en 1969-1970, deux années où il est Champion du monde de poursuite amateurs.

## Biographie
Xaver Kurmann fait ses débuts en compétition cycliste en 1964, à l'âge de 15 ans et demi. En catégorie juniors, il remporte 22 victoires sur route. Mais c'est sur la piste qu'il obtient en 1967 le premier titre de sa carrière cycliste, le Championnat de Suisse de poursuite. Il renouvelle ce titre en 1968, 1969, 1970. Suisse alémanique, portant lunettes, longiligne (en 1970, 1,80 m pour 71 kg), il acquiert le métier de mécanicien de précision. Cela explique pour une part qu'il ne soit jamais passé "professionnel".
La notoriété lui vient en 1968. Lors des Jeux olympiques de Mexico, il prend la 3e place du tournoi olympiques de poursuite. Au championnat du monde de la même année, à Montevideo (Uruguay), il monte sur la 2e marche du podium, et en 1969 c'est la médaille d'or, qu'il ramène de Brno en devançant les Français Bernard Darmet et Daniel Rebillard. Le même métal compose la médaille qu'il gagne au Championnat amateurs de poursuite 1970.
Pistard, il ne dédaigne pas la route et il est dans l'équipe suisse des 100 km contre-la-montre par équipes qui termine 3e en 1969. Il participe cette même année au Tour de l'Avenir. Participant à ses seconds Jeux olympiques, en 1972, il arrive en finale de la poursuite, mais il y est battu par le Norvégien Knut Knudsen. Il cesse la haute compétition à la fin de l'année 1974.

## Palmarès sur route

### Par année
- 1967
  - 9e du championnat du monde du contre-la-montre par équipes
- 1968
  - 2eb étape du Circuit des mines
- 1969
  -  Champion de Suisse sur route amateurs
  -  Médaillé de bronze au championnat du monde du contre-la-montre par équipes
- 1972
  -  Champion de Suisse sur route amateurs
  - Giro del Mendrisiotto
  - Championnat de Zurich amateurs
- 1974
  - 6ea étape de la Semaine cycliste bergamasque
  - 3e du Grand Prix de Lugano

### Classements
- Grand Prix de France (contre-la-montre) 1969 : 7e
- Tour de l'Avenir 1969 : 49e

## Palmarès sur piste

### Jeux olympiques
- Mexico 1968
  -  Médaillé de bronze de la poursuite
- Munich 1972
  -  Médaillé d'argent de la poursuite
  - 1/4 de finaliste de la poursuite par équipes

### Championnats du monde amateurs
- Montevideo 1968
  -  Médaillé d'argent de la poursuite
- Brno 1969
  -  Champion du monde de poursuite amateurs
- Leicester 1970
  -  Champion du monde de poursuite amateurs
- Saint-Sébastien 1973
  - 4e de la poursuite
- Montréal 1974
  - 1/4 de finaliste de la poursuite

### Championnats nationaux
- Champion de Suisse de poursuite amateurs en 1967, 1968, 1969, 1972, 1973 et 1974
- Champion de Suisse de course aux points en 1970 et 1974

### Records
- 28 novembre 1968, piste couverte du Hallenstadion de Zurich, record du monde de 5 kilomètres, courus en 6 min 6 s.
- 2 décembre 1972, piste couverte de Zurich, record du monde des 4 kilomètres, courus en 4 min 59 s 40/100